# Lesath
Lesath (Leschath, Lesuth, Ypsilon Scorpii) je hvězda v souhvězdí Štíra. Lesath má jasnost +2,8m, patří ke spektrální třídě B3 a je vzdálen od Země 519 světelných let. Je 12 300 x jasnější než Slunce a povrchová teplota je 22 400 K, průměr má 7,5krát větší než Slunce a hmotnost je 10 krát větší než hmotnost Slunce.
Jméno hvězdy znamená v arabštině „Bodnutí (nebo kousnutí) jedovatého zvířete“.